# لوكهيد الكترا موديل 12 جونيور
لوكهيد الكترا موديل 12 جونيور (بالإنجليزية: Lockheed Model 12 Electra Junior)‏ هي طائرة نقل مدني وعسكري، أحادية السطح وبمحركين. أُنتجت في الولايات المتحدة. من صناعة شركة لوكهيد. كان أول طيران لها في يونيو 27, 1936. صنع منها 130 طائرة.